# Запорожец за Дунаем (фильм, 1953)
«Запорожец за Дунаем» — советский цветной фильм-опера 1953 года, одна из экранизаций одноимённой оперы украинского композитора Семёна Гулака-Артемовского (1863). Экранизация снята Василием Лапокнышем, главную партию казака Карася исполнил Иван Паторжинский.

## Сюжет
Действие происходит в Задунайской Сечи в конце XVIII века. Запорожские казаки живут под властью турецкого султана, но мечтают о возвращении на родину.
Большинство сцен происходят во дворе дома Ивана Карася, немолодого казака. Рано утром его приёмная дочь Оксана (дочь его погибшего товарища) поёт о любви к молодому казаку Андрею и уходит с другими девушками на жатву. Появляется сам Карась, который ночью сидел с товарищами и крепко выпил; он хочет избежать встречи с женой и прячет от неё оставшуюся бутылку водки. Однако его жена Одарка замечает Карася, ругает его и грозит развестись с ним.
Тем временем турецкий султан, желая узнать, как живут простые казаки, заходит на двор к Карасю. Тот принимает султана за турка, который приехал на праздник (байрам). Карась рассказывает турку, что казаки мечтают вернуться на Украину и могут взбунтоваться, если им запретят это сделать. Он говорит, что хотел бы объяснить это султану, и его собеседник предлагает ему действовать через своего приятеля, близкого к султану. Как только Карась отходит домой за чаркой, вместо султана появляется Селих-ага, пожилой придворный. Он обещает Карасю провести его к султану, и Карась угощает его водкой. Мальчик-арап приносит Карасю турецкий костюм, и Карась, переоблачившись, уходит вслед за арапом на встречу с султаном.
Ночью Оксана встречается с Андреем, они решают бежать на родину, но их ловят турки. Утром Карась, вернувшись из дворца султана, продолжает изображать из себя перед женой турка по имени Урхан. В это время появляется имам Ибрагим-али со стражниками, ведущими закованных Андрея и Оксану. Все запорожцы собираются и слушают указ («фирман») султана. Неожиданно для них в указе сообщается, что султан позволяет запорожцам вернуться на родину и прощает Андрея и Оксану. Все радуются и расспрашивают Карася о его встрече с султаном. Андрей и Оксана просят у родителей благословения на брак. Казаки поют и пляшут, а также начинают сборы в дорогу. В последней сцене казаки на кораблях отплывают на Украину под руководством Карася.

## В ролях
- Иван Паторжинский — Иван Карась
- Мария Литвиненко-Вольгемут — Одарка, его жена
- Елизавета Чавдар — Оксана
- Николай Шелюжко — Андрей
- Михаил Гришко — султан
- Владимир Матвеев — Ибрагим-али, имам
- Иван Кученко — Селих-ага
- Константин Бородиневский — Гасан

## Художественные особенности
Обсуждая экранизации опер, Галина Троицкая сравнивает фильм Лапокныша с картиной того же года «Алеко» по одноимённой опере С. В. Рахманинова, причём сравнение оказывается в пользу последней. По мнению автора, «многие музыкально-сценические произведения, попав на экран, теряют в той или иной степени силу воздействия, которой они обладали в театре». Так, «Запорожец за Дунаем» Лапокныша был «механически перенесен с оперной сцены на экран», тогда как «Алеко» «представляет собой вполне самостоятельное кинопроизведение». Троцкая говорит о том, что «если бы не чудесное исполнение И. Паторжинским роли Карася, фильм „Запорожец за Дунаем“ вообще оказался бы неудачным», однако актёр «умело использовал кинематографические приёмы актёрской игры, что помогло ему сделать образ героя еще более сочным и полнокровным». В остальном же «вместо настоящих украинских хат зритель видит на экране крашеную фанеру и картон, вместо живой, трепетной природы — бутафорию», из-за чего «музыкальные красоты оперы, несмотря на хорошее вокальное и окрестровое исполнение, во многом пропадают».